# Honnavara, Dod Ballapur
Honnavara là một làng thuộc tehsil Dod Ballapur, huyện Bangalore Rural, bang Karnataka, Ấn Độ.